# Chiropsalmus
Chiropsalmus é um género de águas-vivas em forma de cubo (Cubozoa) da família Chiropsalmidae.

## Espécies
- Chiropsalmus alipes Gershwin, 2006
- Chiropsalmus maculatus Cornelius, Fenner & Hore, 2005
- Chiropsalmus quadrigatus Haeckel, 1880
- Chiropsalmus quadrumanus F. Müller, 1859
- Chiropsalmus zygonema Haeckel, 1880